# Muhammad ibn Ibrahim Al asch-Schaich
Muhammad ibn Ibrahim Al asch-Schaich (arabisch محمد بن إبراهيم آل الشيخ, DMG Muḥammad b. Ibrāhīm Āl aš-Šaiḫ; vollständiger Name: أبو عبد العزيز محمد بن إبراهيم بن عبد اللطيف بن عبد الرحمن بن حسن آل الشيخ / Abū ʿAbd al-ʿAzīz Ibrāhīm b. Muḥammad b. Ibrāhīm b. ʿAbd al-Laṭīf b. ʿAbd ar-Raḥmān b. Ḥasan Āl aš-Šaiḫ; * 1890 in Riad, Saudi-Arabien; † 1968 in Saudi-Arabien) war ein islamischer Gelehrter, Großmufti und Vorgänger von Scheich Abd al-Aziz ibn Baz im Königreich Saudi-Arabien.

## Biographie
Muhammad ibn Ibrahim, aus der Familie Al asch-Schaich, wurde von seinem Vater Ibrahim ibn Abd al-Latif erzogen. Mit elf Jahren hatte er den Koran auswendig gelernt. Er verlor sein Augenlicht, als er 16 Jahre alt war, besuchte jedoch weiterhin Vorträge von Gelehrten seiner Zeit.
Er studierte bei seinem Vater und seinem Onkel, Abdullah ibn Abd al-Latif, der zu jener Zeit ein berühmter Gelehrter im Nadschd war. Fiqh und mustalah al-Hadith (Wissenschaft des Hadith) hat er mit Saad ibn Atiq gelernt, während er bei Hamad ibn Faris die arabische Sprache lernte.
Mehrere saudische Gelehrte haben bei ihm studiert, unter ihnen Abdullah ibn Humaid, Abd al-Aziz ibn Baz und Sulaiman ibn Ubaid. Seine Söhne Ibrahim und Abdullah wurden saudische Justizminister.